# Charaxes gallayi
Charaxes gallayi är en fjärilsart som beskrevs av Van Someren 1968. Charaxes gallayi ingår i släktet Charaxes och familjen praktfjärilar. Inga underarter finns listade i Catalogue of Life.